# Randy Caballero
Randy Caballero est un boxeur américain né le 27 septembre 1990 à Indio, Californie.

## Carrière
Passé professionnel en 2010, il s'empare du titre vacant de champion du monde des poids coqs IBF le 25 octobre 2014 à Monaco en battant aux points le britannique Stuart Hall. Caballero en est dépossédé le 20 novembre 2015 pour ne pas avoir pu respecter la limite de poids autorisée à la veille de son combat contre Lee Haskins. Il perd son premier combat en super-coqs contre Diego de la Hoya le 16 septembre 2017.